# 宿毛商銀信用組合

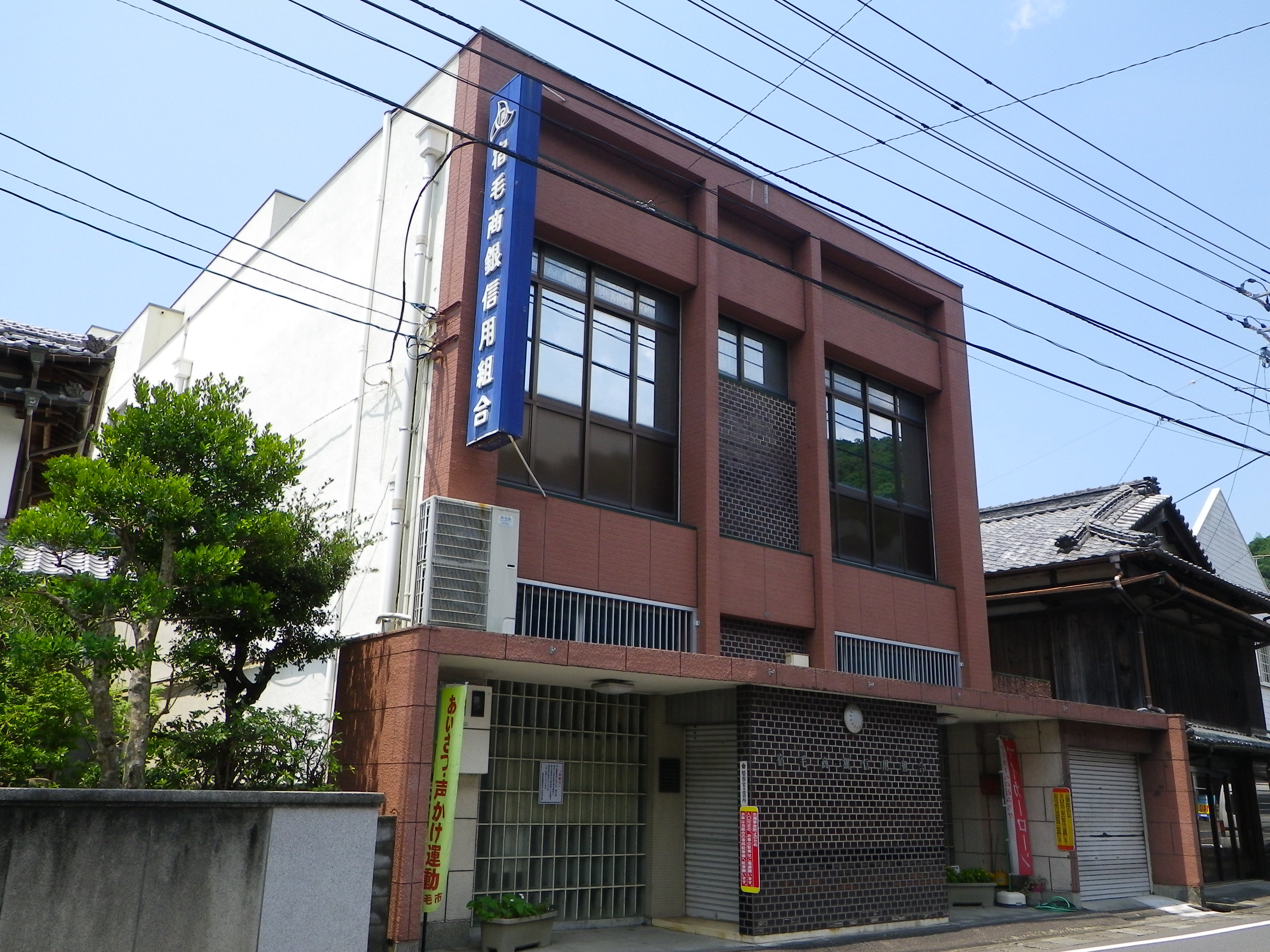
旧本店

宿毛商銀信用組合（すくもしょうぎんしんようくみあい）は、高知県宿毛市に本店を置く信用組合。近年は看板や公式サイトなど、対外的な表記としては地名をひらがなにした「すくも商銀」を用いている。なお、組合名に「商銀」を冠しているが、在日韓国人系の商銀信用組合とは無関係である。

## 沿革
- 1953年4月 - 小筑紫町信用組合として設立。
- 1958年5月 - 宿毛商銀信用組合と改称。
- 2017年9月 - 本店を新築移転

## 店舗
- 本店・宿毛支店（合同新店舗） - 高知県宿毛市宿毛5508番地